# Macrofotografia

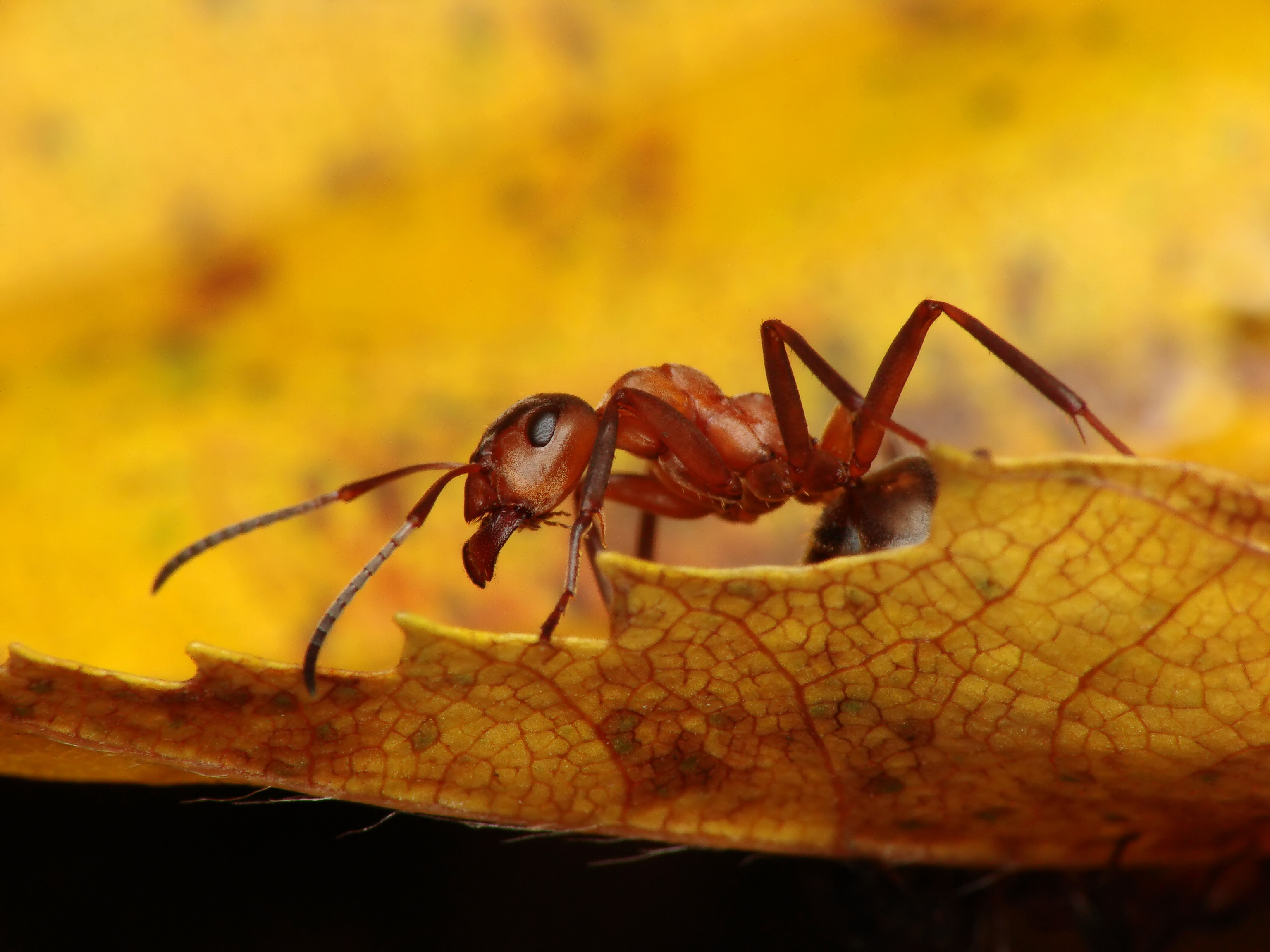
Macrofotografia

A macrofotografia (às vezes apenas macrofoto ou macro) é a fotografia de pequenos seres e objectos ou detalhes que normalmente passam despercebidos no nosso dia-a-dia; são fotografados em seu tamanho natural ou levemente aumentados através de aproximação da câmera ou fazendo uso de acessórios destinados a este tipo de fotografia; as macrofotografias são exibidas em tamanho bastante ampliado para maior impacto visual.

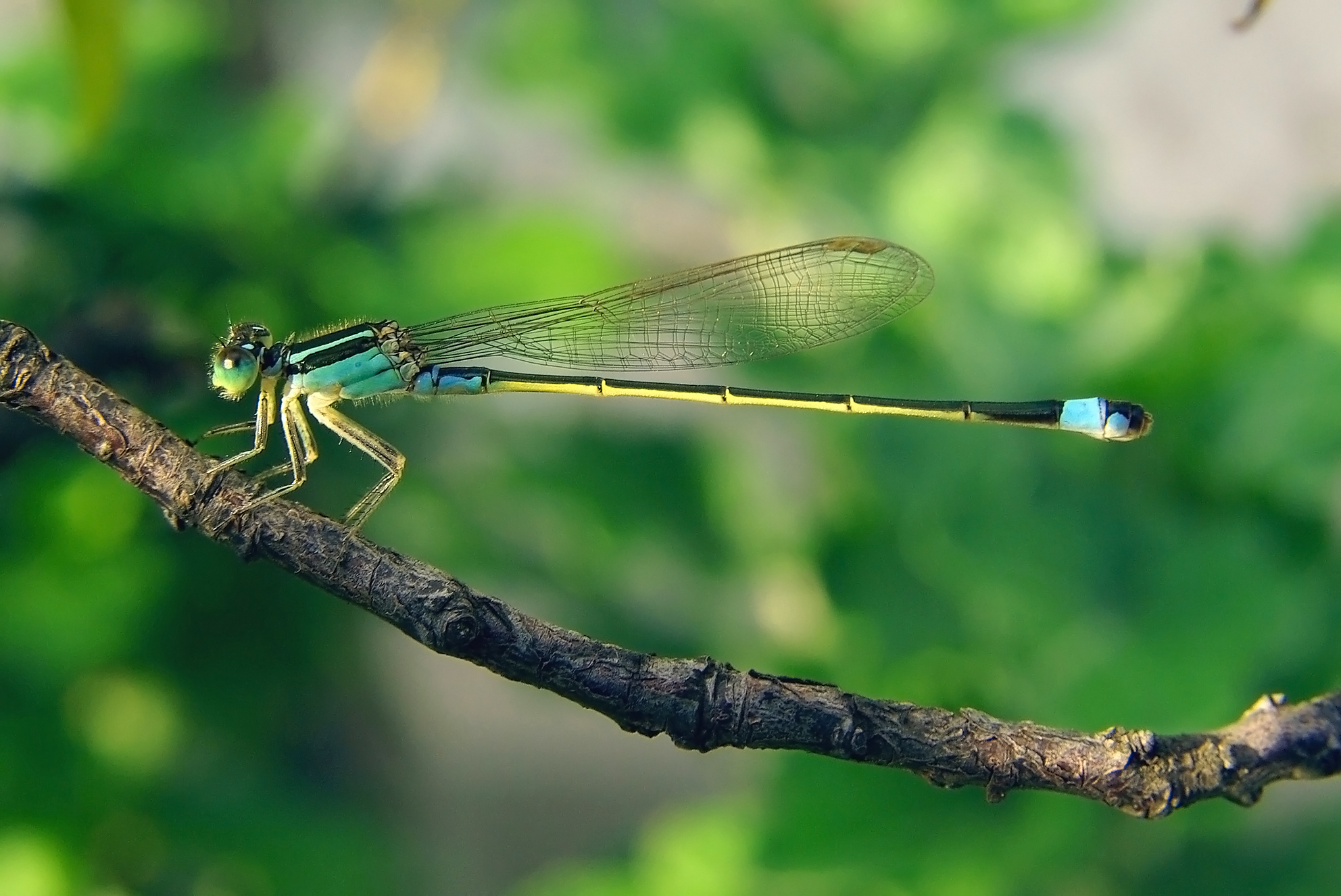
Foto obtida com câmera Pentax K10D, objetiva SIGMA 17-70 mm F2.8-4.5 DC MACRO, velocidade: 1/90 s, abertura f:13

Classicamente, o campo da macrofotografia está delimitado pela captura de imagens em escala natural ou aumentada em até cerca de dez vezes seu tamanho natural (entre 1:1 e 10:1 de ampliação), mas uma definição precisa está cada vez mais difícil, uma vez que as muitas câmeras digitais usam sensores diminutos. Por outro lado, muitas fotos são obtidas à distância, com o uso de teleobjetivas para captura da imagem, e nem por isso a foto capturada deixa de ser uma macrofotografia.

## Técnicas e acessórios
A maioria das câmeras digitais compactas são capazes de capturar imagens em macro ou close-up por simples aproximação da câmera e ativação de sua função "macro".
Já as câmeras dSLR herdaram das câmeras 35 mm diversos acessórios específicos para macrofotografia como objetivas macro, foles e tubos de extensão, lentes close-up, anéis de inversão, etc. 
Cada um deles com suas vantagens e desvantagens:
- As objetivas macro são objetivas projetadas para focalizar a distâncias curtas e fixas, em escala natural, algumas provocando algum aumento no tamanho natural.

- Os foles ou tubos de extensão aproveitam a objetiva normal ou macro da câmera SLR, proporcionando um aumento maior, dependendo da objetiva e extensão usada.

- Os anéis de inversão (ou de reversão) são dispositivos que permitem montar a objetiva SLR invertida para obter ganhos significativos na ampliação.

- Lentes close-up diminuem a distância mínima de foco e com isso permitem o aumento da imagem obtida.

- Os flashes circulares (em inglês, ring flash), são ideais (quando não são absolutamente necessários) para iluminação em macrofotografia por serem colocados na frente da lente, não criando sombras indesejadas. Outra opção é o uso de um ou mais cabeças de flash, colocados fora da sapata da câmera, para melhor posicionamento da luz.

- Tripés asseguram nitidez nas imagens, evitando tremores de câmera, mais utilizados na macrofotografia em estúdio.

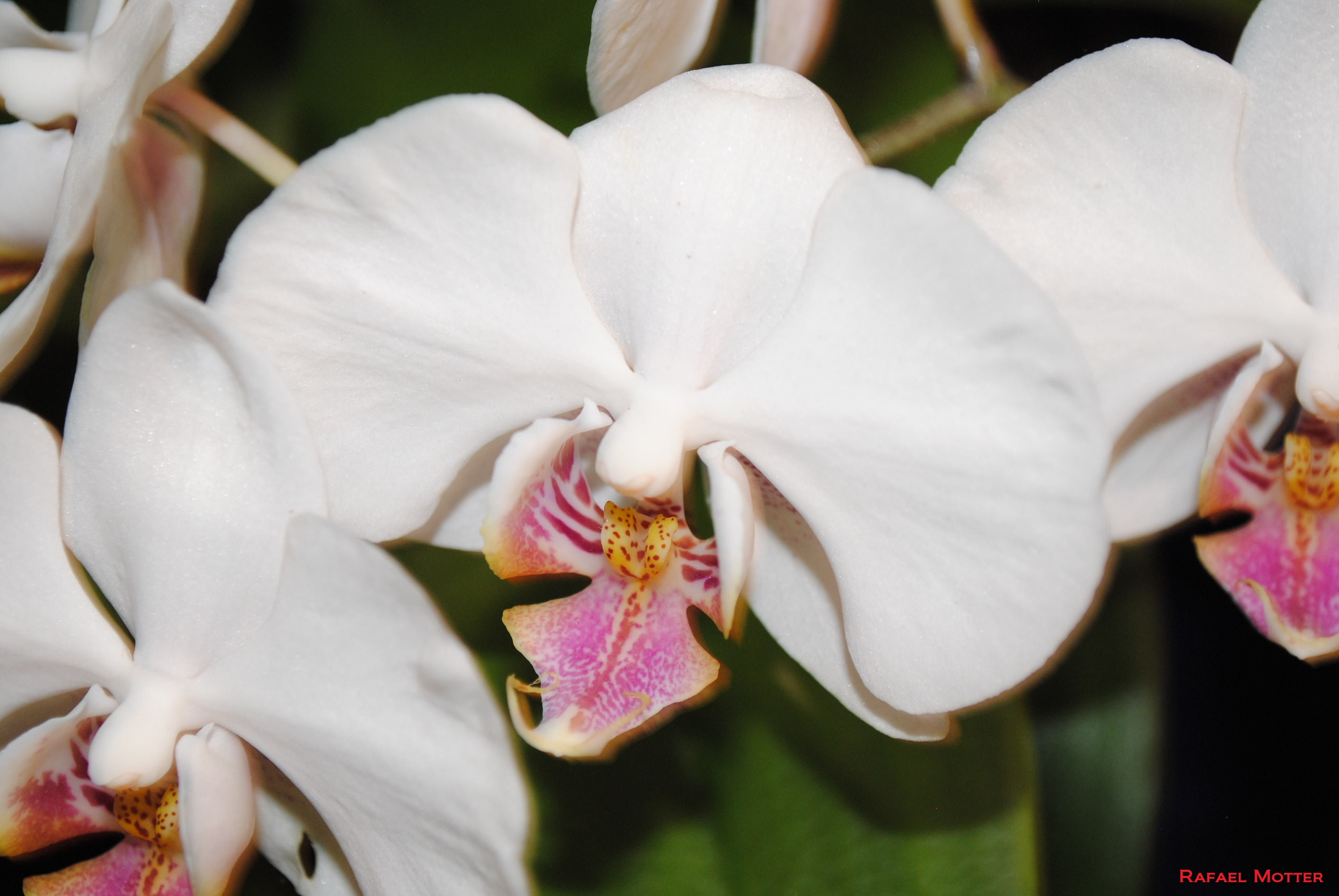
Macrofoto com Nikon D3000 18-55mm
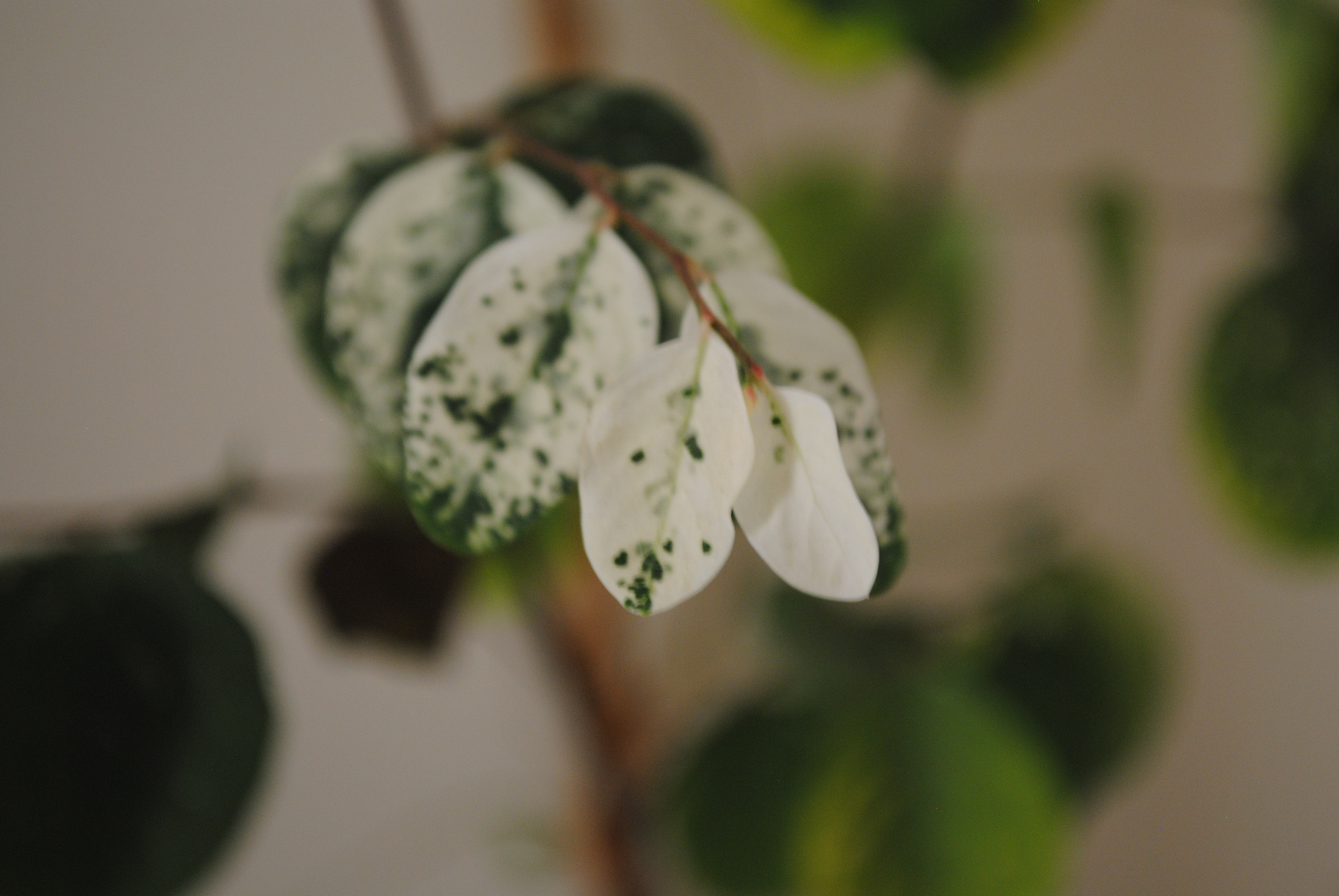
Macro com Nikon D3000 18-55mm
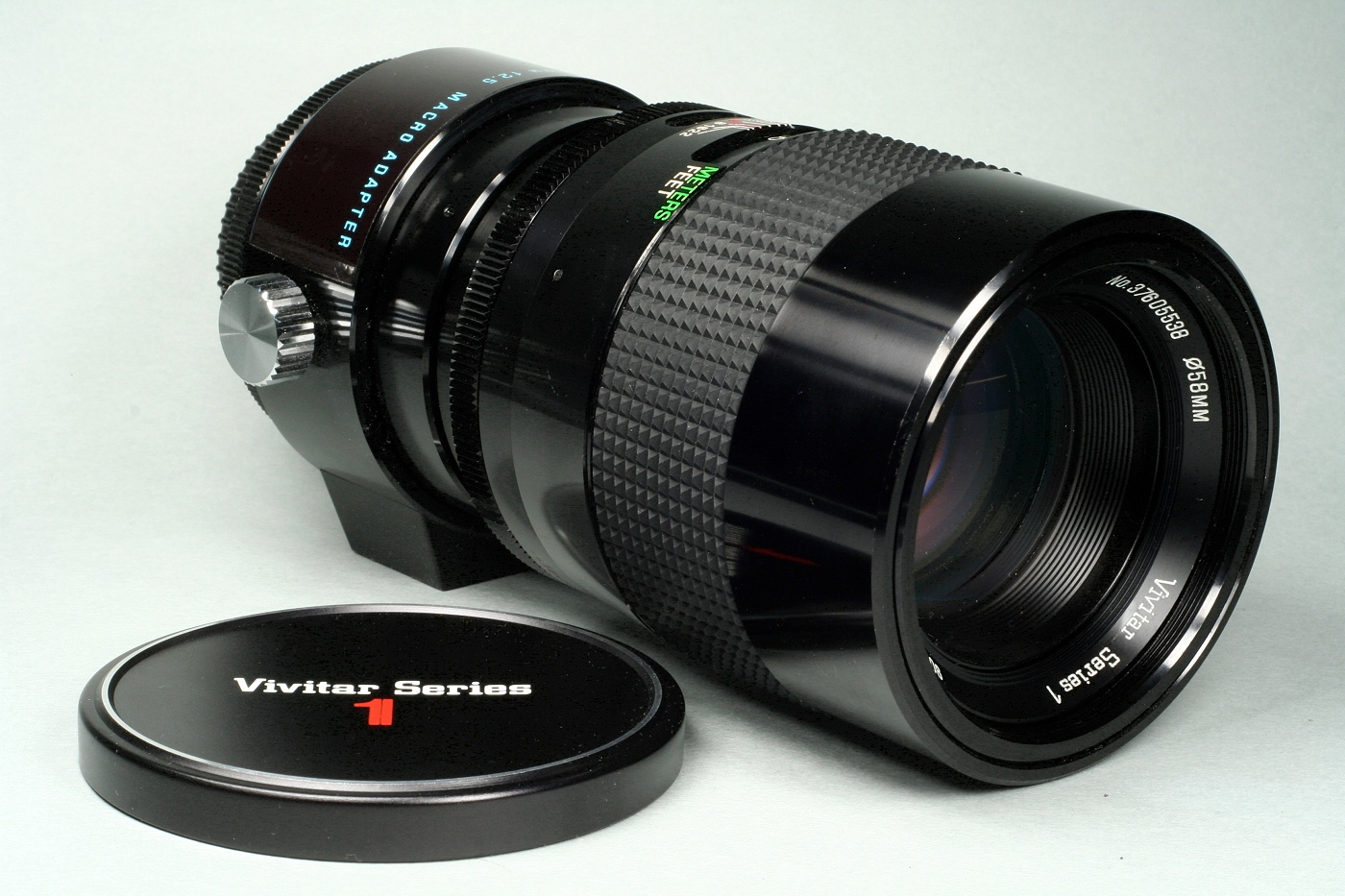
Objetiva macro (Vivitar 90mm)
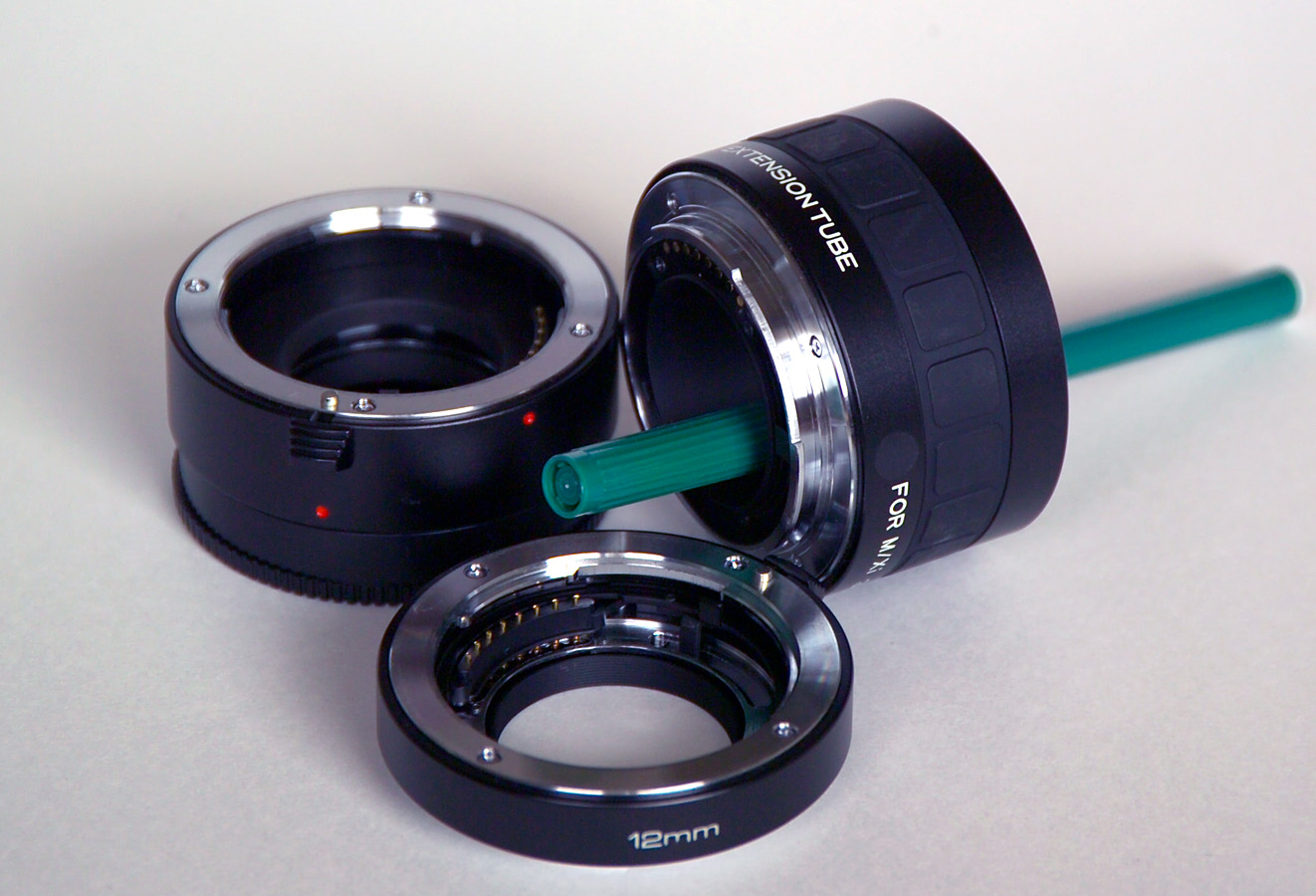
Tubos de extensão para câmeras SLR
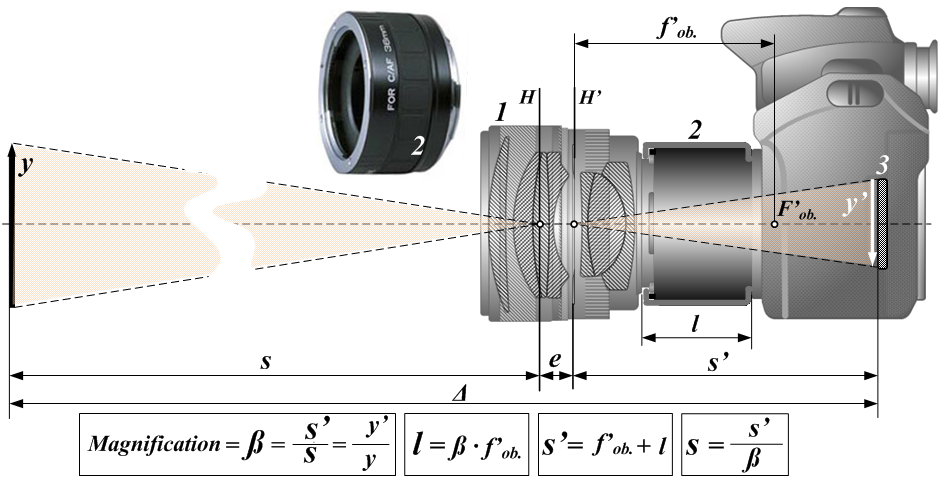
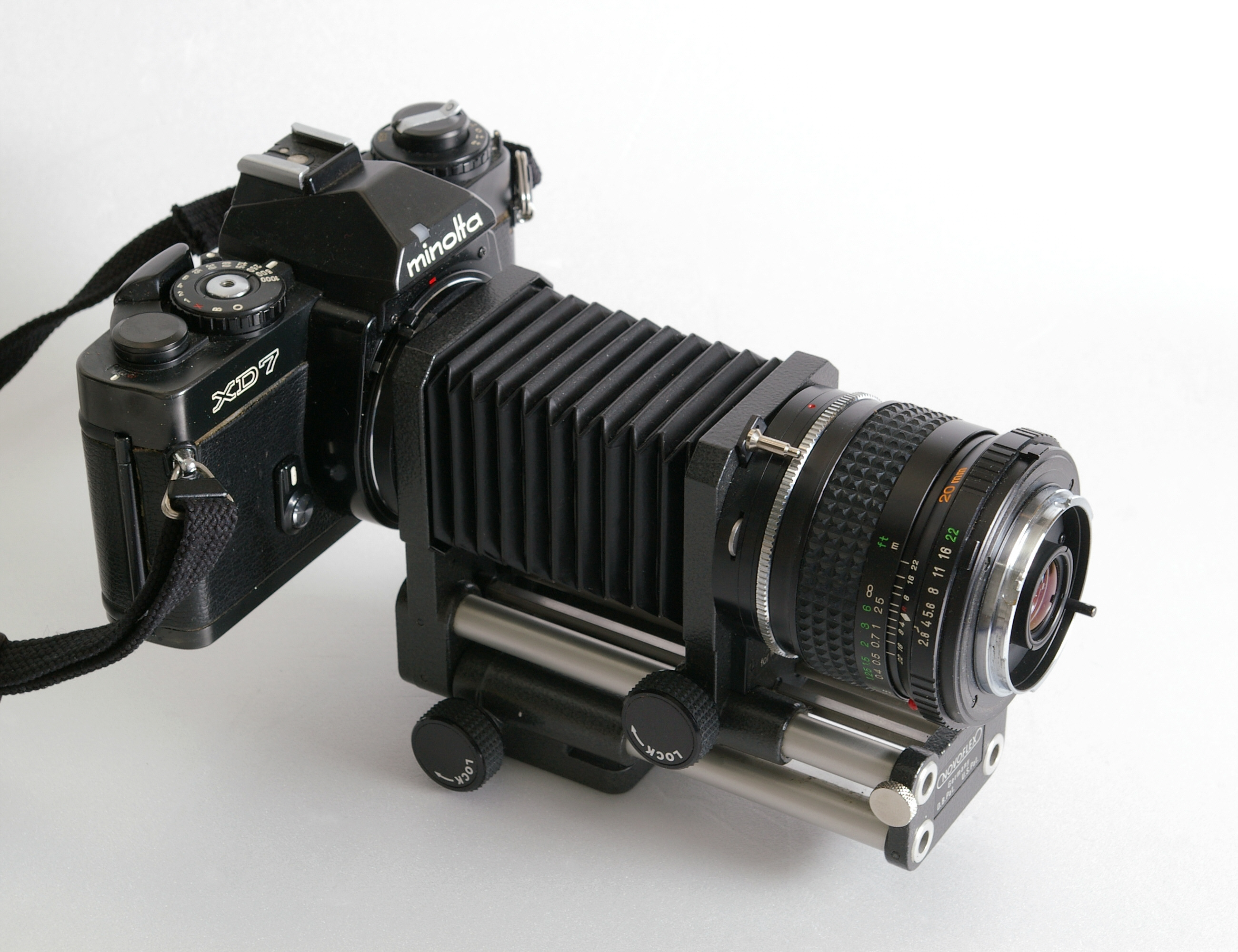
Fole acoplado a uma SLR com objetiva invertida
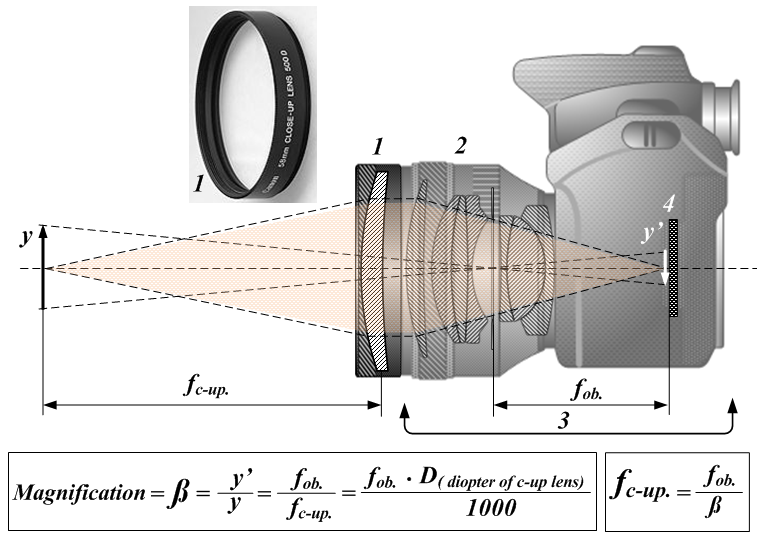
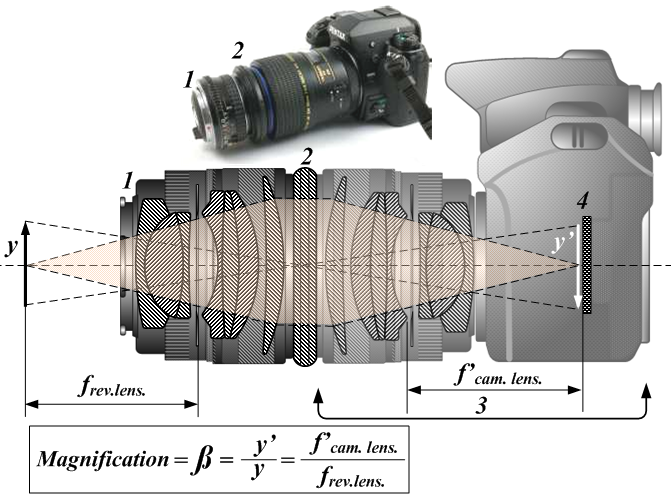
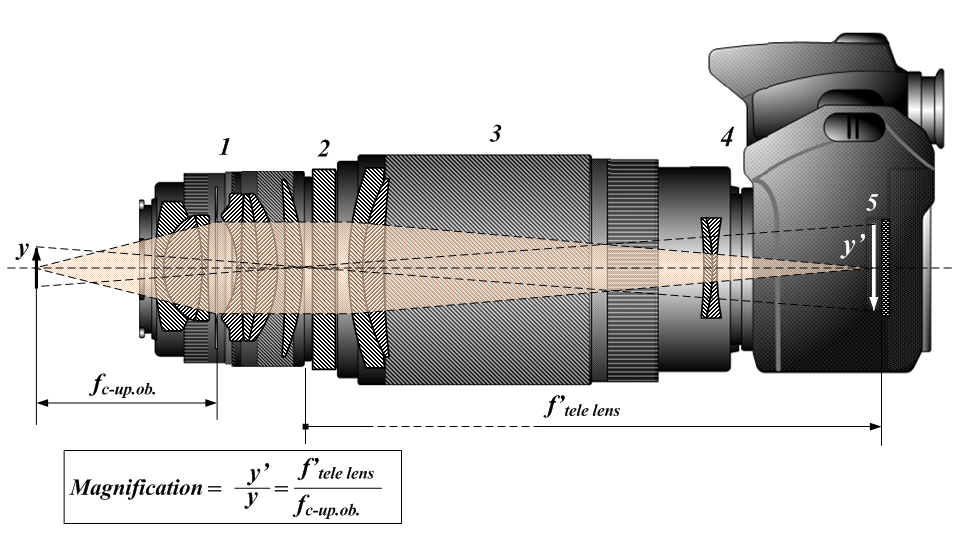

A macrofotografia, sendo detalhista, deve procurar privilegiar:
baixa sensibilidade do filme ou sensor;
pequenas aberturas de diafragma;
altas velocidades de obturação;
planos chapados de topo, lateral ou frontal.

## Exemplos de macrofotografias

### Fotos obtidas por câmeras compactas

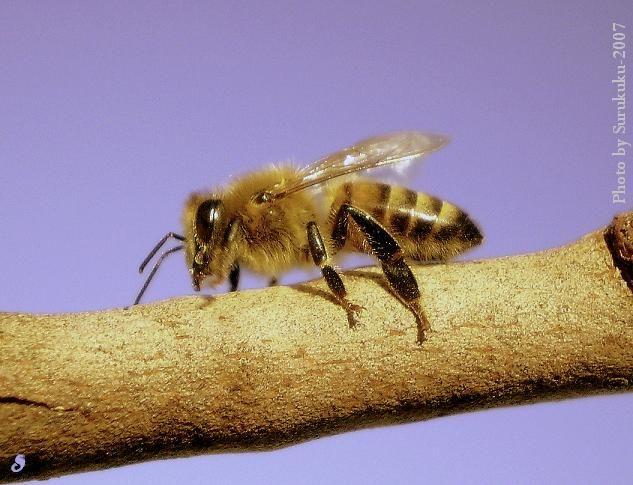
Tirada com Olympus FE-170/X-760
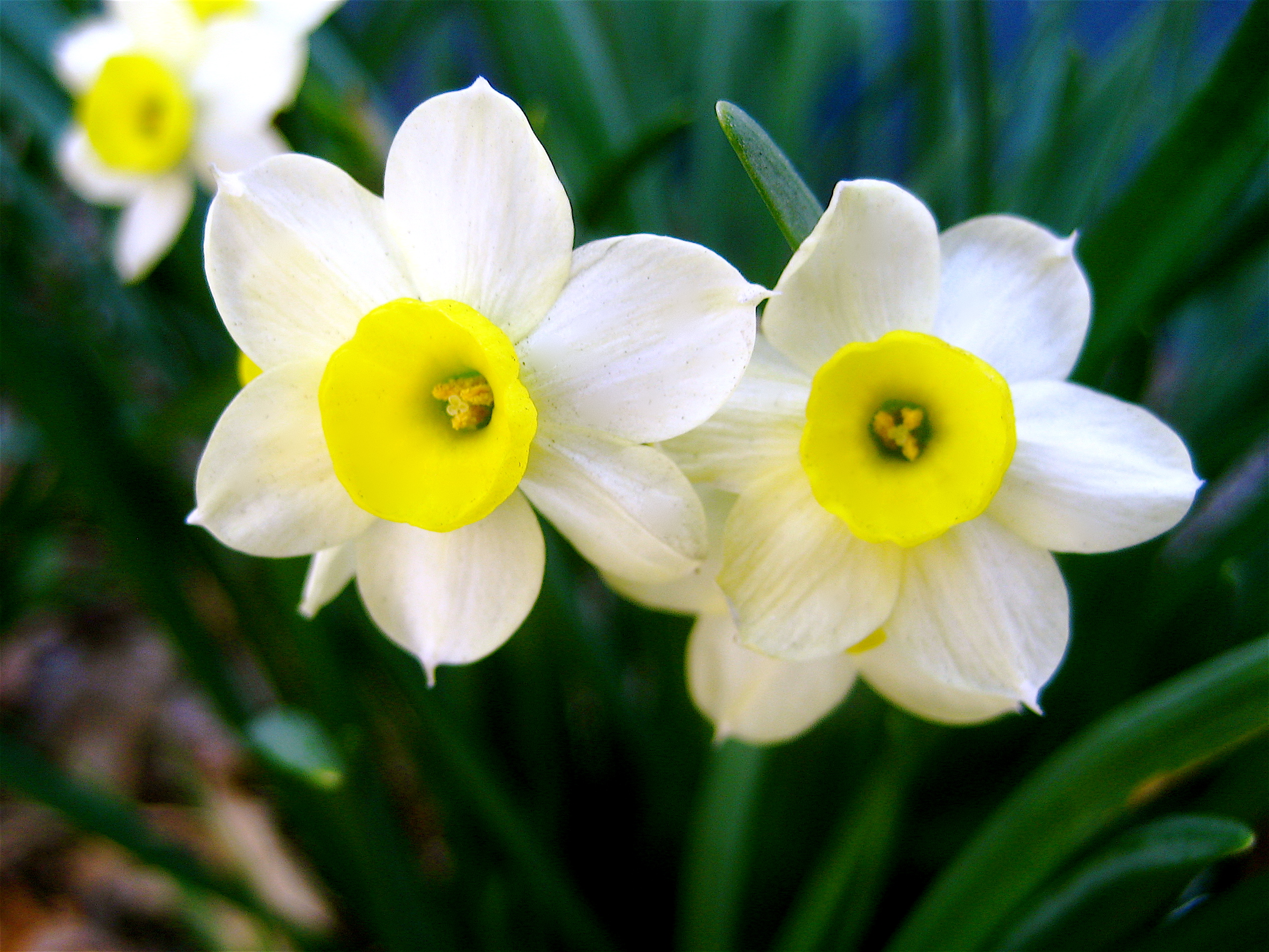
Tirada com Canon PowerShot SD600
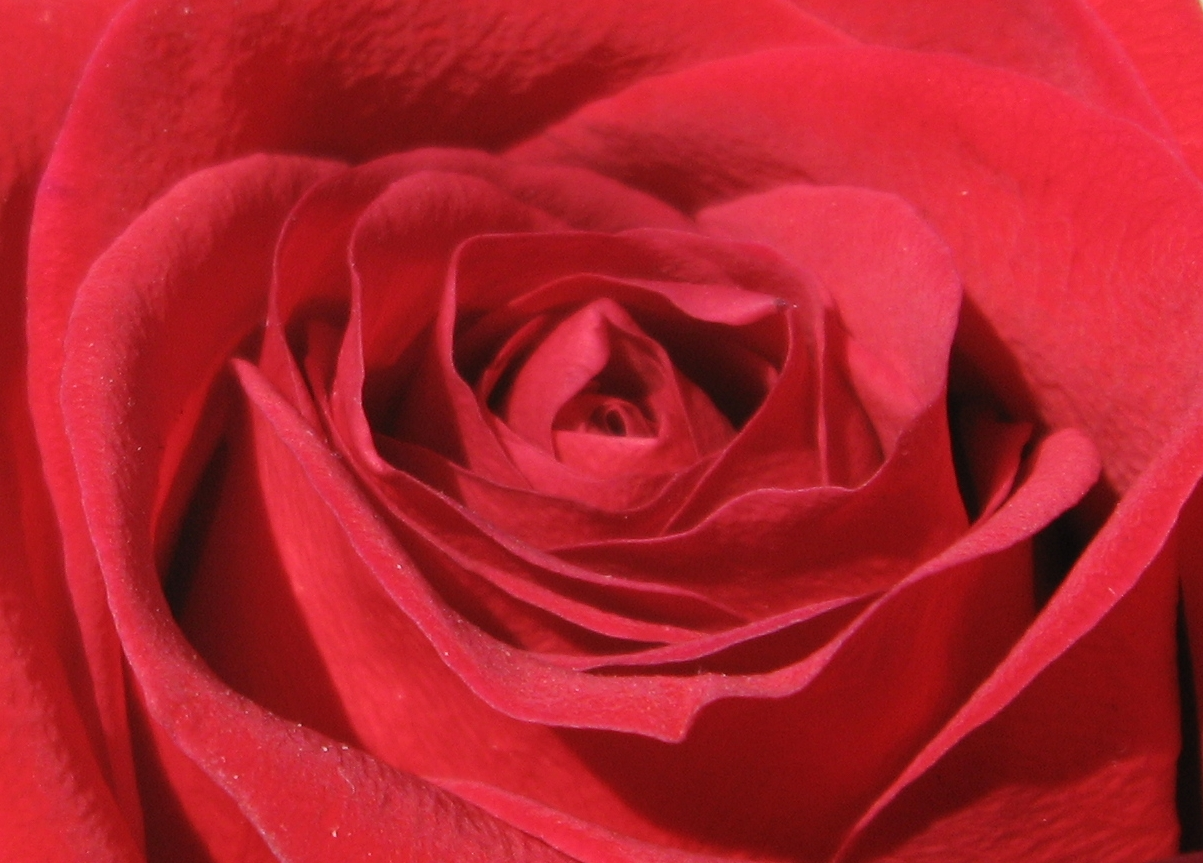
Tirada com Canon PowerShot A550

### Fotos obtidas por câmeras SLR

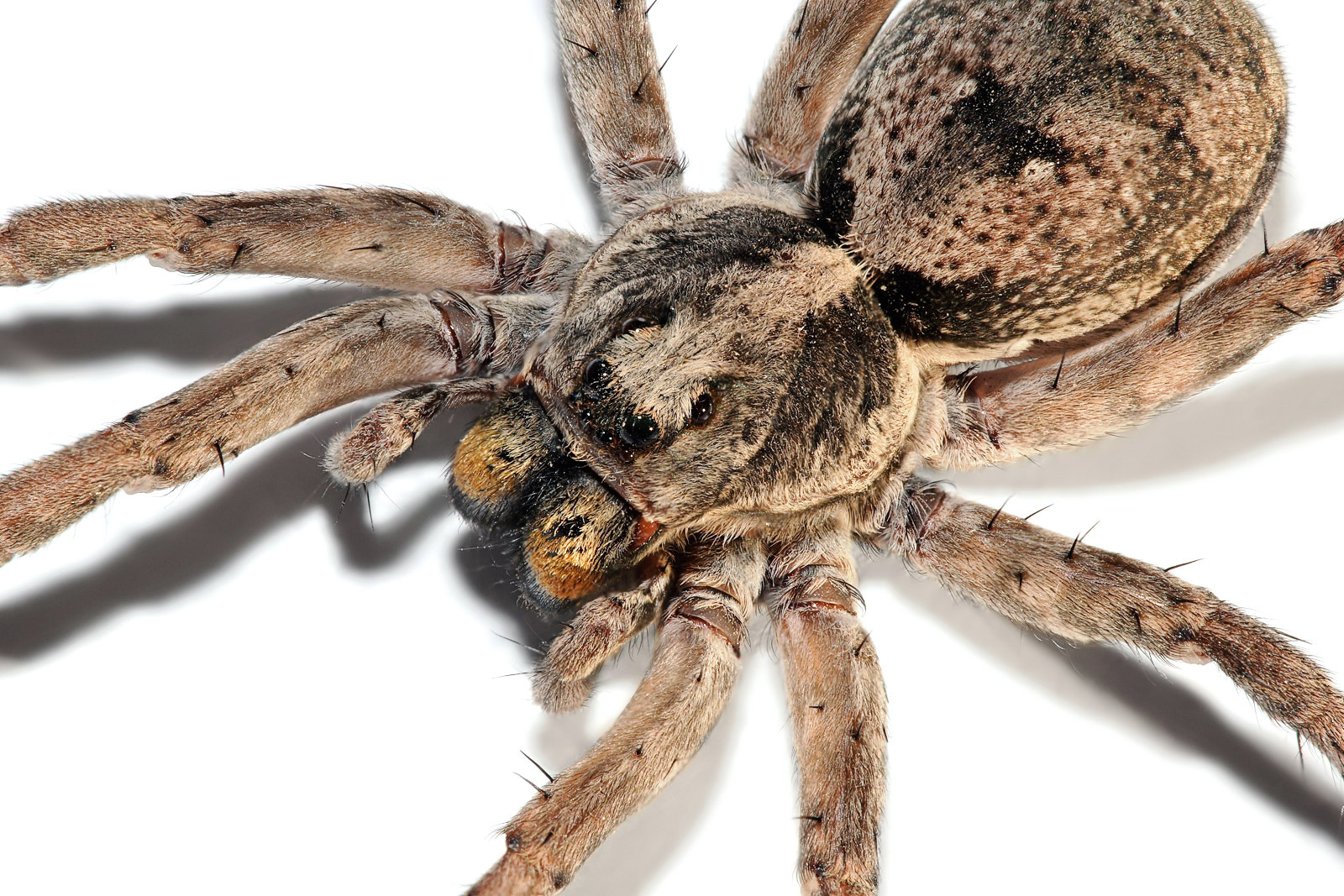
Tirada com Canon 20D + objetiva macro Sigma 150 mm f:2.8.
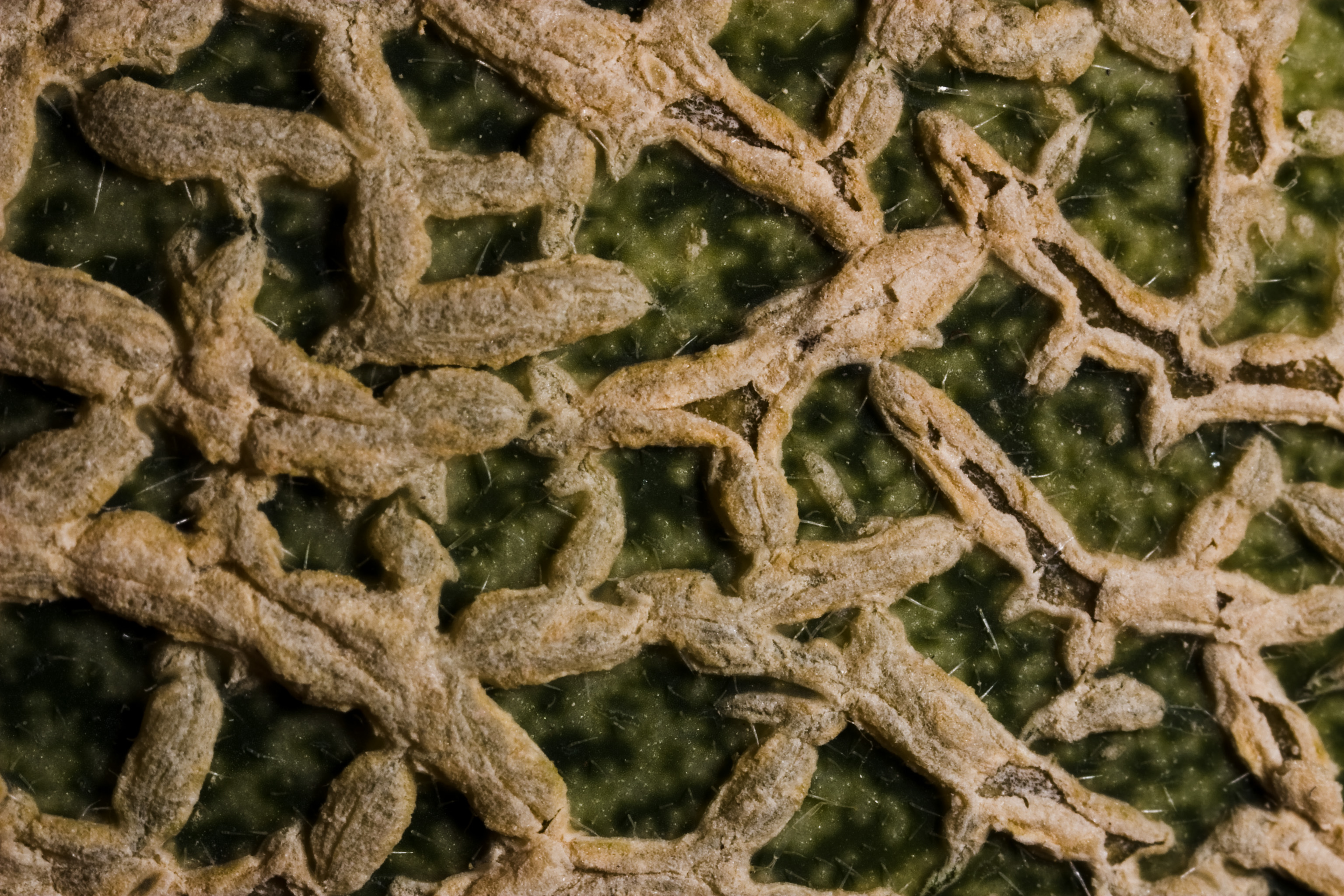
Tirada com Canon EOS 10D + lente close-up, abertura f:16, velocidade: 1/200 s, sensibilidade: ISO 100.